# Jos Weber
Jos Weber (* 6. Oktober 1938 als Joseph Pierre Weber in Luxemburg; † 16. November 2003 in Hamburg) war ein deutscher Architekt und Hochschullehrer.

## Leben

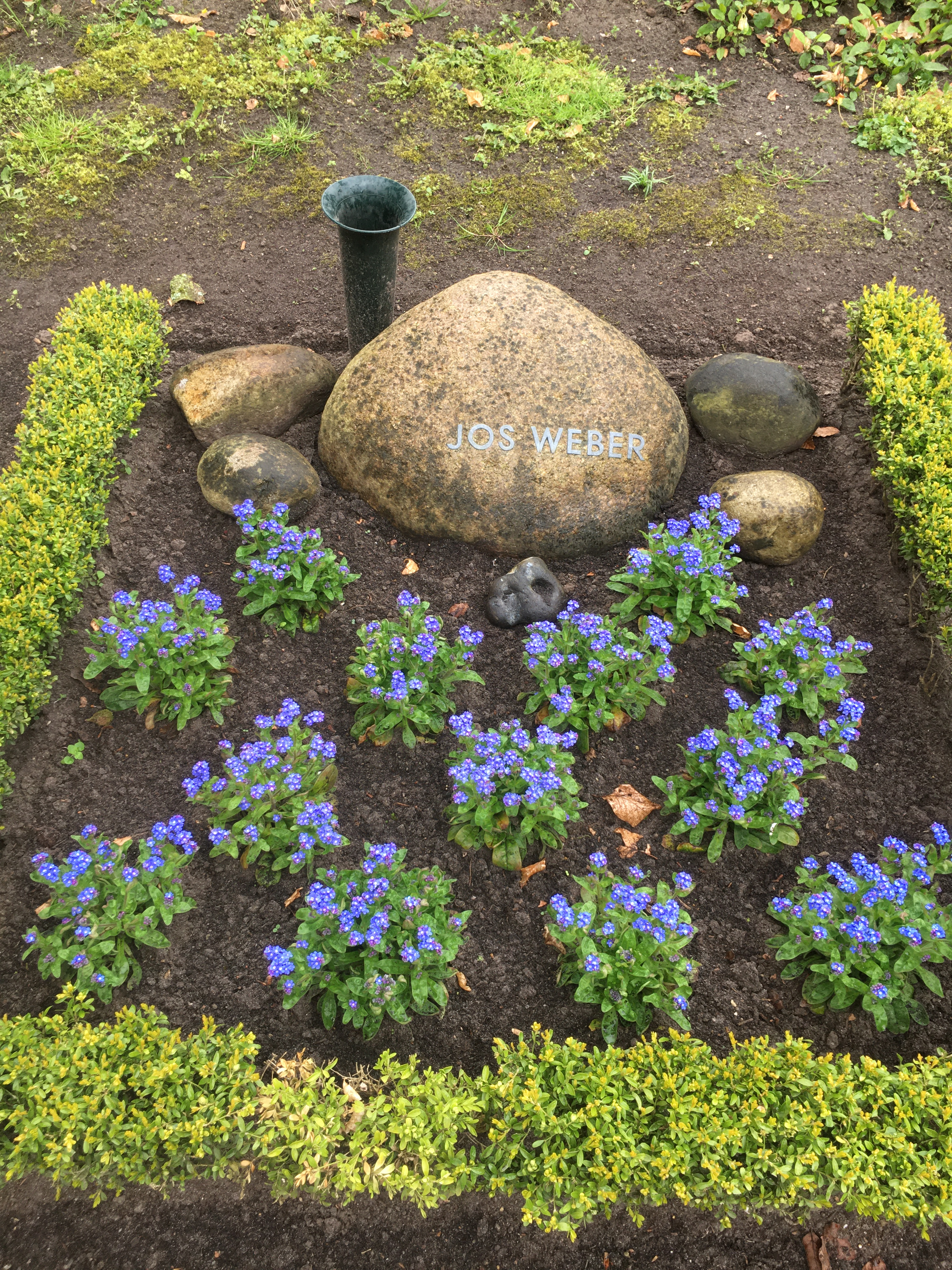
Grabstätte auf dem Friedhof Ohlsdorf

Weber besuchte von 1945 bis 1964 die Volksschule in Luxemburg und erlangte dort die mittlere Reife. Anschließend absolvierte er eine Zeichnerlehre. Er studierte in Aachen Architektur, erst an der Fachhochschule und dann an der RWTH Aachen. Ab 1961 arbeitete Weber für Jacob Bakema, teils in dessen Architekturbüro, teils als universitärer Assistent. 1968 wurde Weber an der Hochschule für bildende Künste Hamburg (HFBK) in Nachfolge von Bakema zum Professor für Städtebau berufen. Diese Professur hatte er bis zu seinem Tod inne. Daneben unterhielt er ein eigenes Architekturbüro in Hamburg. Als Gastprofessor wirkte er zeitweise an der TU Delft (1971) und der UCLA, sowie zu DDR-Zeiten an der TU Dresden und der Hochschule für Architektur und Bauwesen Weimar.
Jos Weber wurde auf dem Friedhof Ohlsdorf beigesetzt. Die Grabstätte im Planquadrat AC 29 liegt in unmittelbarer Nähe von Kapelle 6.

## Werkauswahl
- 1961: Rathaus Marl, Mitwirkung als Assistent von Bakema
- 1964: Rathaus in Terneuzen, Mitwirkung als Assistent von Bakema
- 1969–1973: Gesamtschule Steilshoop am Gropiusring in Hamburg-Steilshoop (heute Schule am See), als Mitglied einer Arbeitsgemeinschaft mit Bakema sowie Graaf & Schweger. Die Schulgebäude sollen nach Beschluss von 2014 zum großen Teil abgerissen und durch einen Neubau ersetzt werden.[1]
- 1968: Gesamtschule Mümmelmannsberg am Mümmelmannsberg in Hamburg-Billstedt (heute Stadtteilschule Mümmelmannsberg und Bildungszentrum Mümmelmannsberg)
- 1968: Doppelschule Lurup am Böttcherkamp in Hamburg-Lurup, am Rande der Großsiedlung Osdorfer Born (heute Geschwister-Scholl-Stadtteilschule). 2014 fiel die Entscheidung für den Abriss des Gebäudes und Ersatz durch einen Neubau.